# Primatstadt
Eine Primatstadt (englisch primate city) ist eine Stadt, die durch ihre demographische und funktionale Dominanz eine herausragende Bedeutung im nationalen Wirtschaftssystem besitzt. Es handelt sich demnach um solche Großstädte bzw. meist Hauptstädte, die hinsichtlich Einwohnerzahl und Wirtschaftskraft die anderen Städte des jeweiligen Landes bei weitem übertreffen.

Länder ohne Primatstadt in Rot.

Als Mark Jefferson 1939 den englischen Begriff primate city prägte, nannte er als Beispiele Saigon, Bangkok und Budapest. Primatstädte sind häufig in Entwicklungsländern anzutreffen, es gibt sie aber auch in zentralistisch regierten Industrieländern wie Frankreich und Südkorea.
Eine Primatstadt lässt sich unter anderem an der Höhe der Einwohneranzahl im Vergleich zu der Einwohnerzahl der nächstgrößten Städte eines Landes erkennen. Deutschland und die Schweiz haben keine Primatstadt. In Österreich hingegen ist Wien eine Primatstadt: Mit ca. zwei Millionen Einwohnern beherbergt Wien über ein Fünftel der Gesamtbevölkerung Österreichs und hat fast siebenmal so viele Einwohner wie die nächstkleinere Stadt Graz (rund 300.000 Einwohner).
Paris ist das beste Beispiel einer Primatstadt in einem zentralistisch geordneten Industriestaat. Der Großraum ist der größte in Frankreich, und die meisten Behörden, Einrichtungen und großen Unternehmen des Landes haben ihren Sitz in der Region Île-de-France. Lyon ist die zweitbedeutendste Stadt Frankreichs, obwohl die Kernstadt von Marseille mehr Einwohner hat.

## Beispiele
- Asunción (Paraguay)
- Athen (Griechenland)
- Baku (Aserbaidschan)
- Bangkok (Thailand)
- Belgrad (Serbien)
- Budapest (Ungarn)
- Buenos Aires (Argentinien)
- Bukarest (Rumänien)
- Dublin (Irland)
- Helsinki (Finnland)
- Istanbul (Türkei)
- Jerewan (Armenien)
- Kairo (Ägypten)[6]
- Kampala (Uganda)
- Kigali (Ruanda)
- Kopenhagen (Dänemark)
- Lagos (Nigeria)
- London (Vereinigtes Königreich)
- Luxemburg (Luxemburg)
- Mexiko-Stadt (Mexiko)
- Minsk (Belarus)
- Montevideo (Uruguay)
- Panama-Stadt (Panama)
- Paris (Frankreich)
- Prag (Tschechien)
- Reykjavík (Island)
- Riga (Lettland)
- Santiago (Chile)
- Seoul (Südkorea)[7]
- Tiflis (Georgien)
- Ulaanbaatar (Mongolei)
- Wien (Österreich)[8]
- Zagreb (Kroatien)